# Jean-Baptiste Humblot
Jean-Baptiste Humblot, né le 19 février 1734 à Villefranche-sur-Saône (Rhône et Loire), mort le 12 mai 1809 à La Ferté-sur-Grosne (Saône-et-Loire), était un négociant et un député du Tiers état de la Sénéchaussée de Villefranche aux états généraux de 1789.

## Biographie
Il est le fils de Claude-Antoine Humblot (1697-1749), marchand tanneur à Villefranche-sur-Saône et d'Anne Deroux (1705-1769), originaire de Chalon-sur-Saône. Marié à Chalon-sur-Saône en 1765 avec la fille d'un négociant, il a eu 6 enfants, dont Arnould Humblot-Conté, député puis Pair de France.
Échevin à Villefranche-de-Beaujolais, où il fonde d'une maison de commerce, marguillier laïc de l'église de cette ville, fondateur de la « société philantropique de Villefranche », il est élu député du Tiers état du Beaujolais aux États généraux de 1789 et à l'Assemblée nationale constituante.
Le 20 juin 1791, le député Jean-Baptiste Humblot, achète l’abbaye de La Ferté, un ensemble fort dégradé par des prélèvements sauvages de mobilier et d'éléments. L'acte lui fait obligation de démolition de tout ce qui n’était pas le logis de l’abbé et le côté ouest du cloître, pour lui servir de propriété habitable.